# Carteira do Google
Carteira do Google (no Brasil) ou Google Wallet é uma plataforma de carteira digital desenvolvida pelo Google. Está disponível para os sistemas operacionais Android, Wear OS e Fitbit OS e foi anunciada em 11 de maio de 2022, na apresentação de 2022 do Google I/O. Começou a ser lançada em smartphones Android em 18 de julho.

## História
A marca Google Wallet foi usada pela primeira vez para o sistema de pagamento móvel de mesmo nome da empresa, que foi introduzido em 2011 antes de ser fundido com o Android Pay em um novo aplicativo chamado Google Pay em 2018. O antigo aplicativo Wallet, com sua funcionalidade reduzida a um serviço de pagamentos peer-to-peer, foi renomeado como Google Pay Send em alguns países antes de ser descontinuado também em 2020. Em 2020, o aplicativo Google Pay passou por uma ampla reformulação com base no aplicativo Tez do Google, focado na Índia, expandindo-se para um aplicativo de finanças pessoais mais abrangente. Assim, substituiu o aplicativo Tez na Play Store, enquanto o aplicativo Google Pay de 2018 continuou a coexistir como um aplicativo separado e pré-instalado em smartphones Android.

Os vários aplicativos de pagamento do Google ao longo dos anos, bem como seus diversos títulos.

### Lançamento do Google Wallet (2011)
O Google demonstrou a versão do aplicativo Google Wallet original em uma conferência de imprensa em 26 de maio de 2011. O primeiro aplicativo foi lançado nos EUA apenas em 19 de setembro de 2011. Inicialmente, o aplicativo suportava apenas cartões Mastercard emitidos pelo Citibank.
Em 15 de maio de 2013, o Google anunciou a integração do Google Wallet e do Gmail, permitindo aos usuários enviar dinheiro através de anexos do Gmail. Embora o Google Wallet estivesse disponível apenas nos Estados Unidos, a integração do Gmail foi disponibilizada nos EUA e no Reino Unido.
Em 2015, um cartão físico do Google Wallet foi lançado como um complemento opcional ao aplicativo, que permitia aos usuários fazerem compras em pontos de venda (em lojas físicas ou on-line) sacando fundos de sua conta do Google Wallet, conta de cartão de débito, ou conta bancária. O cartão também poderia ser usado para sacar dinheiro em caixas eletrônicos sem taxas associadas ao Google e poderia ser usado como um cartão de débito para praticamente qualquer finalidade, incluindo aluguel de carro. O Wallet Card foi descontinuado em 30 de junho de 2016, e substituído pelo Android Pay.
A versão original do Google Wallet permitia que os usuários fizessem compras em pontos de venda com seus dispositivos móveis usando a tecnologia de comunicação por campo de proximidade (NFC). A partir de setembro de 2015, no entanto, o Google retirou o NFC do Google Wallet, oferecendo a tecnologia apenas através do Android Pay, que era um aplicativo separado disponível apenas para usuários de Android. Como resultado, quaisquer cartões-presente, programas de fidelidade e ofertas promocionais armazenados em uma versão mais antiga do Google Walley não puderam mais ser usados.

### Lançamento do Android Pay
Lançado originalmente como Android Pay, o serviço foi lançado no Google I/O 2015. O Android Pay foi um sucessor e construído sobre a base estabelecida pelo Google Wallet, que foi lançado em 2011. Também usou tecnologia do Softcard - o Google adquiriu sua propriedade intelectual em fevereiro de 2015. No lançamento, o serviço era compatível com 70% dos dispositivos Android e era aceito em mais de 700 mil comércios. O antigo Google Wallet ainda alimentava compras na Play Store pela web e alguns pagamentos ponto a ponto baseados em aplicativos.

Logotipo da antiga marca do serviço, Android Pay

Em 2016, o Google iniciou um teste público no Vale do Silício de um aplicativo móvel relacionado, chamado de Hands Free. Neste sistema o cliente não precisa apresentar um celular ou cartão. Em vez disso, o cliente anuncia que deseja “pagar com o Google” e entrega suas iniciais ao caixa, que verifica sua identidade com uma foto previamente carregada no sistema. O telefone do cliente só autorizará o pagamento se o seu sistema de localização geográfica indicar que está próximo de uma loja participante.
Em 18 de setembro de 2017, o Google lançou um aplicativo de pagamentos na Índia conhecido como Tez, utilizando a Interface Unificada de Pagamentos (UPI). Em 28 de agosto de 2018, o Google renomeou o Tez para Google Pay.

### Android Pay e Google Wallet tornam-se Google Pay

Marca de aceitação do Google Pay

Em 8 de janeiro de 2018, o Google anunciou que o Google Wallet seria incorporado ao Android Pay, com o serviço como um todo rebatizado como Google Pay. Esta fusão estende a disponibilidade da plataforma para pagamentos da web integrados a outros serviços do Google e de terceiros. Também passou a ser a marca do recurso de preenchimento automático do Google Chrome. O Google Pay recebe os recursos do Android Pay e do Google Wallet por meio de seus serviços de pagamentos em lojas físicas, peer-to-peer e on-line.
A reformulação da marca começou a ser implementada como uma atualização do aplicativo Android Pay em 20 de fevereiro de 2018; o aplicativo recebeu um design atualizado e agora exibe uma lista personalizada de lojas próximas que oferecem suporte ao Google Pay. O serviço renomeado forneceu uma nova API que permite aos comerciantes adicionarem o serviço de pagamento a sites, aplicativos, Stripe, Braintree e Google Assistant. O serviço permite que os usuários usem os cartões de pagamento registrados em sua Conta do Google.

### Google Pay se torna Google Wallet (2022)
Em janeiro de 2022, a Bloomberg News informou que a empresa estava planejando transformar o Google Pay em uma "carteira digital abrangente", após o crescimento lento relatado do aplicativo e o encerramento do Plex. Em abril, foi relatado que o Google estava planejando reviver a marca “Google Wallet” em um novo aplicativo ou interface e integrado ao Google Pay. O Google anunciou oficialmente o Google Wallet em 11 de maio de 2022, na apresentação de 2022 do Google I/O. O aplicativo começou a ser lançado em smartphones Android em 18 de julho, substituindo o aplicativo de 2018 e coexistindo com o aplicativo Google Pay de 2020 nos EUA. Embora o nome do aplicativo em si tenha sido alterado de Google Pay para Google Wallet, o nome do serviço de pagamento de itens on-line ou em lojas físicas permanece como "Google Pay".

### Lançamento internacional
Após seu lançamento no Reino Unido, o Android Pay oferece suporte a cartões Mastercard, Visa e de débito de muitas das principais instituições financeiras do Reino Unido – incluindo Bank of Scotland, First Direct, Halifax, HSBC, Lloyds Bank, M&S Bank, MBNA e Nationwide Building Society – “com novos bancos sendo adicionados o tempo todo”, segundo o Google. Natwest, RBS e Ulster Bank foram adicionados em 14 de setembro de 2016. Em 8 de setembro de 2016, foi noticiado que os bancos britânicos TSB e Santander participariam nas semanas seguintes. O Android Pay foi lançado em Cingapura em 28 de junho de 2016 e na Austrália em 14 de julho de 2016.
O Android Pay foi lançado na República da Irlanda em 7 de dezembro de 2016, e estava inicialmente disponível para clientes do AIB e KBC, tendo desde então sido estendido ao Bank of Ireland e ao Ulster Bank. O serviço funciona com cartões de crédito e débito.
Em 21 de dezembro de 2018, o Google Payment obteve uma licença de dinheiro eletrônico (e-money) na Lituânia – a licença permitirá ao Google processar pagamentos, emitir dinheiro eletrônico e administrar carteiras de dinheiro eletrônico na UE.
Em 17 de novembro de 2020, o Google Pay foi habilitado pela Mastercard em dez novos países europeus: Áustria, Bulgária, Estônia, Grécia, Hungria, Letônia, Lituânia, Holanda, Portugal e Romênia. Os titulares de cartões de bancos parceiros Mastercard participantes nesses países poderão usar o serviço Google Pay por meio de seus respectivos aplicativos de internet banking.
Em 30 de junho de 2022, foi anunciado no evento Google for Mexico que o Google Pay e o aplicativo Google Wallet estariam disponíveis em breve no México.

## Recursos
A Carteira do Google permite que os usuários armazenem itens como cartões de pagamento para uso via Google Pay, bem como cartões de fidelidade, chaves digitais, cartões de identificação digital, cartões de transporte público, ingressos para eventos e cartões de saúde.
As chaves digitais de carros na Carteira do Google ainda podem ser utilizadas quando a tela está desligada ou a bateria está descarregada. No entanto, ao contrário da maioria das outras carteiras digitais baseadas em elementos seguros, como Samsung Wallet, Huawei Wallet e Apple Wallet, esta funcionalidade não se estende aos cartões de transporte público.
Embora as versões para Wear OS e Android do Google Wallet estejam atualmente discrepantes, o Google afirmou que seu “objetivo de longo prazo é a paridade de recursos em seu relógio e telefone”.

## Serviços financeiros

### Google Pay
O Google Pay é um serviço dentro da Carteira do Google que permite pagamentos em bancos e redes de cartões selecionados. Atualmente está disponível em todos mesmos países em que a Wallet está disponível, com a adição da Índia.

### Google Pay Balance
O Google Pay Balance é um serviço de pagamentos P2P gerenciado por meio do aplicativo GPay separado. O serviço é fornecido pelo Pathward Bank em associação com o Google e gerenciado pela Google Payment Corporation. Os usuários podem enviar e receber fundos de outras pessoas por meio do aplicativo GPay no Android ou iOS. Um cartão digital está disponível para ser adicionado ao Google Pay onde quer que os cartões Visa sejam aceitos on-line ou na loja. O cartão digital está disponível apenas nos Estados Unidos, mas o serviço P2P está disponível em mais dois países: Índia e Singapura.

### Pagamentos com QR Code
A Carteira do Google permite pagamentos com QR code no Brasil. Este serviço suporta as redes Visa, Mastercard e Elo e destina-se principalmente a usuários que não possuem a funcionalidade NFC em seus dispositivos Android.

## Disponibilidade

### Países suportados

Disponibilidade global do Google Pay e Wallet

Desde novembro de  2023, Google Pay & Wallet estão disponíveis em 74 países para ambos Android & Wear OS:
- Albânia
- Argentina
- Armênia*
- Austrália
- Áustria
- Azerbaijão*
- Bélgica
- Bósnia e Herzegovina
- Brasil*
- Bulgária
- Canadá
- Chile
- Colômbia
- Costa Rica
- Croácia
- Chipre
- Chéquia
- Dinamarca
- República Dominicana
- Equador
- Estónia
- Ilhas Feroé
- Finlândia
- França
- Geórgia*
- Alemanha
- Grécia
- Gronelândia
- Hong Kong
- Hungria
- Islândia
- Irlanda
- Ilha de Man
- Israel*
- Itália
- Japão*
- Cazaquistão*
- Kuwait
- Quirguistão*
- Letônia
- Liechtenstein
- Lituânia
- Luxemburgo
- Malásia
- Malta
- México
- Moldávia*
- Mónaco
- Montenegro
- Países Baixos
- Nova Zelândia
- Noruega
- Macedônia do Norte
- Peru
- Polónia
- Portugal
- Catar
- Roménia
- San Marino*
- Sérvia*
- Singapura
- Eslováquia
- Eslovênia
- África do Sul
- Espanha
- Suécia
- Suíça
- Taiwan*
- Tailândia
- Ucrânia*
- Emirados Árabes Unidos
- Reino Unido (incluindo  Ilhas Caimã)
- Estados Unidos (incluindo  Samoa Americana,  Guam,  Porto Rico, e  Marianas Setentrionais)
- Vietname*

* = Não disponível para todos dispositivos Fitbit